# Holcojoppa orientalis
Holcojoppa orientalis är en stekelart som först beskrevs av Joseph Kriechbaumer 1898.  Holcojoppa orientalis ingår i släktet Holcojoppa och familjen brokparasitsteklar. Inga underarter finns listade i Catalogue of Life.